# Desminatge
El  desminatge  o  eliminació de mines  és el procés d'eliminar tant mines terrestres com mines navals, d'una zona, mentre que el terme  rastreig de mines  descriu l'acte de la detecció de mines. Hi ha dos tipus diferents de detecció de mines i desminatge: militars i humanitaris.
Dins de les zones de combat actiu, el terme "eliminació de mines" s'utilitza amb preferència. La prioritat per a la neteja de mines en una zona de combat actiu s'atorga a la velocitat del procés més que a l'exactitud. Una vegada que l'activitat militar s'ha reduït, l'enfocament normalment canvia per aconseguir un desminatge més profund, i el terme "desminatge" s'utilitza amb més freqüència.
Els dragamines utilitzen moltes eines per tal de complir la seva tasca. Entre aquestes eines històricament s'han inclòs molts animals entrenats, com gossos i rates, però amb major freqüència en el món modern els dragamines confien en detectors de metalls o en vehicles amb una àmplia varietat d'eines mecàniques acoblades. També hi ha o han estat desenvolupats altres mètodes per a la detecció de mines, inclosa la utilització dels mamífers marins entrenats (el lleó mari o el dofí), els bacteris, l'acústica, i altres mètodes més exòtics.

## L'eliminació de mines

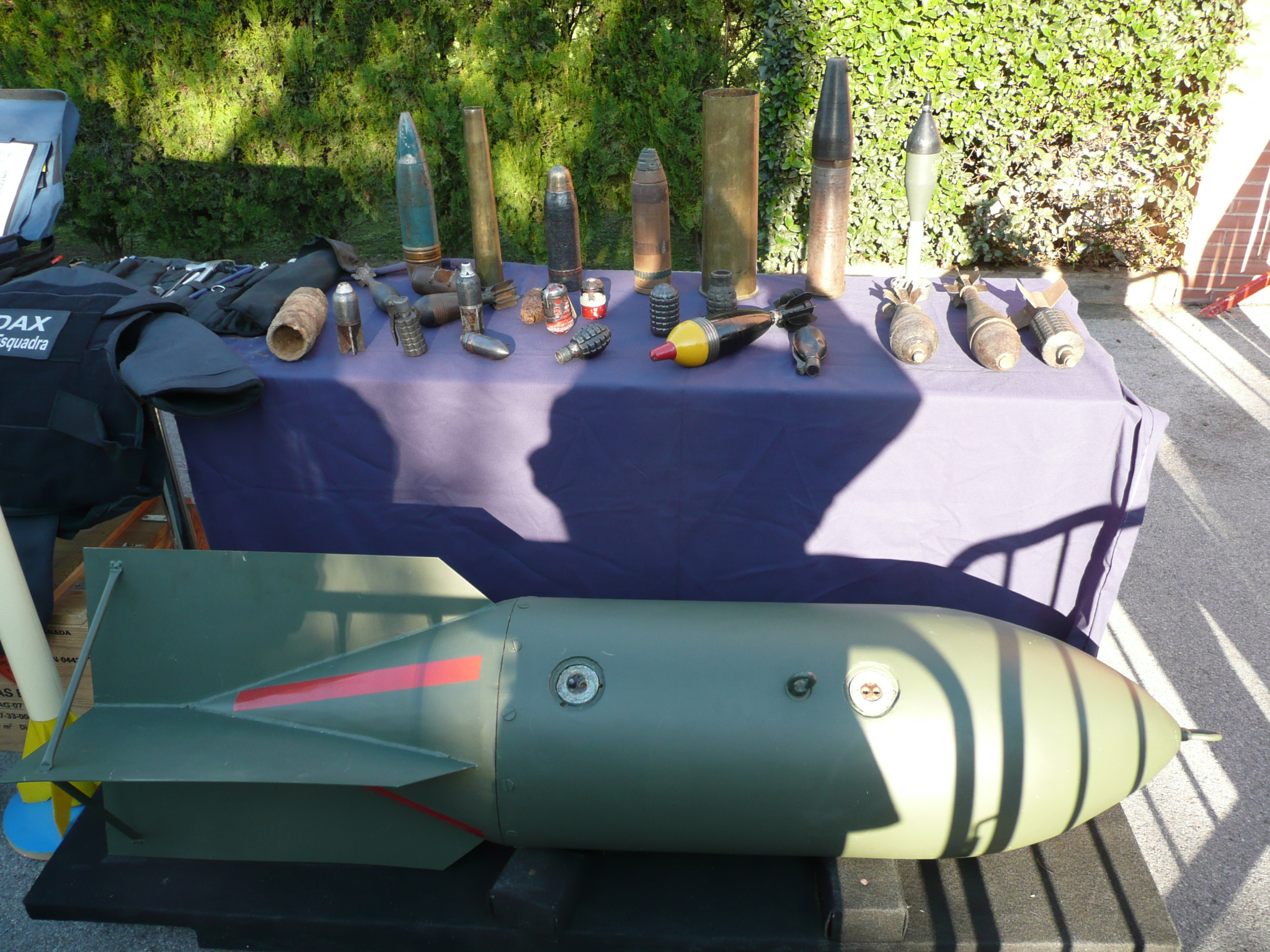
Petita mostra dels milers d'explosius dels temps de la Guerra Civil desactivats cada any per l'Àrea TEDAX-NRBQ.

En les zones de combat, el procés es coneix com a eliminació de mines. La prioritat és impedir l'accés al camp de mines amb rapidesa, per tal de crear un camí segur per a les tropes o vaixells. La velocitat és vital, tant per raons estratègiques i perquè les unitats que intenten impedir l'accés al camp de mines poden estar sota el foc enemic. En aquesta situació, s'accepta que l'eliminació de mines sigui imperfecta i que, per tant, pugui haver víctimes de les mines no descobertes.
En conseqüència, en aquestes operacions de neteja de mines, els mètodes que s'utilitzen per a la detecció i eliminació són més ràpids, però menys exigents. Aquests mètodes inclouen els que detecten i eliminen en una sola acció, com el desminatge mecànic, el bombardeig sistemàtic, la crema de la terra o l'ús de torpedes Bangalore o càrregues de línia d'eliminació de les mines. D'acord amb la doctrina dels EUA i altres exèrcits, el desminatge i eliminació de mines és portada a terme per enginyers de combat.
Des de l'inici de la fabricació en massa dels explosius amb finalitats militars a principis del segle XX la presència de mines i altres artefactes sense explotar als sòls dels països que han patit guerres roman sempre com una perillosa i activa herència fins moltes dècades després que finalitzés el conflicte. Les persones mutilades i mortes per aquests explosius oblidats es compten per milers a tot el planeta.

### En anglès
| Investigació i política - Grup consultiu de mines - Desminatge amb rates rastrejadors de l'Àfrica (Apopa) - sobre el desminatge humanitari a la Universitat d'Austràlia Occidental | Subministradors d'equip - Fundació Digger, Tecnologies de desminatge - Eines suïsses per a l'eliminació de mines - Desminatge mecànic |